# Al-Cartero
 (août 2025).
Si vous disposez d'ouvrages ou d'articles de référence ou si vous connaissez des sites web de qualité traitant du thème abordé ici, merci de compléter l'article en donnant les références utiles à sa vérifiabilité et en les liant à la section « Notes et références ».
Léonce Lacoarret de son nom complet Marie Louis Léonce Lacoarret (Brou, le 8 mars 1861 - 24 septembre 1923) est un médecin otorhinolaryngologiste, félibre et écrivain béarnais de langue d'oc connu sous son anagramme et nom de plume Al-Cartero.

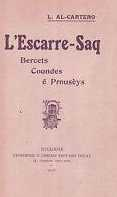

## Biographie
Son père Jean Bertrand Lacoarret, né en Béarn à Accous (vallée d'Aspe) et receveur de l'enregistrement, est décédé à Brou en septembre 1861 quelques mois après la naissance de Léonce. Sa mère Jeanne Molia (1828-1886) est née et est décédée à Salies-de-Béarn ce qui explique l'attachement de Léonce à cette ville et à la langue béarnaise. 
Il a été médecin ORL à Toulouse à partir de 1892, chef du service otologique, rhinologique et laryngologique de la policlinique de Toulouse (en 1909). 
Léonce Lacoarret avait une maison à Salies-de-Béarn où il a écrit ses œuvres béarnaises. Sur cette maison, on a apposé en 1925 une plaque où on lit Al-Cartero, 8 mars 1861, 24 septembre 1923. Aujourd'hui une maison de retraite à Salies-de-Béarn porte le nom du poète, de même qu'une avenue de la ville.
Le stade de rugby de Salies-de-Béarn porte son nom.

## Œuvre en gascon
Il est l'auteur de 
- Au pèis bèrd (1901, Toulouse, 171 p.),
- P'ou bilàdye : paysâs (1906, Toulouse, 244 p.),
- (fr + oc-gascon) Al-Cartero, P'ou bilàdye : campèstre, Pau, 1923, 411 p. (lire en ligne) ,
- Chuquette, drame en très heytes, en bèrs (1922, Toulouse),
- L'Escarre-Saq. Bercets. Coundes é Prousèys (1925),
- Las campanas de Goarlieu, comédie en quatre actes.

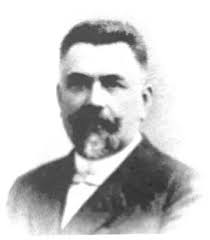
Portrait sur la couverture de Chuquette

### Poésies avec musique
- Lous Pique talos (1903),
- La Cante de l'oubrè (1904), musique Y. Larrouy, de Y. de La Mallère, de Jean-Baptiste Saint-Guily
- Lous Saliès (1908), musique de Yausep Larrouy
- La Salierota (1909), musique Y. de La Mallère
- Prégary', musique Y. Larrouy
- (oc) « Aus noustes mourts de guerre (1914-1918) » (consulté le 7 avril 2021), musique Jean Larrouy
- La Salière, La Chingarre, Lou Bouè, Lou Perrequè, musique de Y. Bte St-Guily
- (oc) « Damouram se  biarnes » (consulté le 7 avril 2021), musique Lucien De Luc

Il s'est consacré également au Félibrige et à l'Almanach de la Gascogne.

## Œuvre médicale
- Névroses et troubles gastriques dans les affections chroniques de l'utérus, leur nature, leurs rapports (1892)
- Un cas de périchondrite typhique du cricoïde et de la trachée (1892)
- Hémorragie secondaire consécutive à l'ablation de végétations adénoïdes. Echo Méd., No. 52, 1893; Ann. de la Policlin. de Toulouse, Oct., 1893.
- Tumeur maligne du pharynx nasal. Ann. de la Policlin. de Toulouse, Nov., 1893
- Léonce Lacoarret, Maladies du larynx, de la gorge, des oreilles et du nez, Toulouseu, Privat, 1909, 54 p. (lire en ligne) ,
- Considérations cliniques sur le traitement du catarrhe chronique des fosses nasales